# 崔爾進
崔爾進（1577年—？），字渐逵，號抑菴，陕西西安右護衛官籍长安县人，明朝政治人物。

## 生平
爾進为萬曆二十八年（1600年）庚子科陕西乡试第二十二名舉人，三十二年甲辰科进士。初任长子知县，纂修县志，增补学宫，创培秀仓及灵湫宫舍。三十八年考选，四十年擢贵州道御史，四十一年差皇城四门，管粮，参与万历四十一年党争。四十二年巡视西城，四十三年浙江巡盐，奏浮课之困。四十六年巡按福建，四十七年直接辞官归乡。天启即位，復原职，掌北京畿、湖广、陕西、贵州等道事，元年（1621年）六月升太僕寺少卿，三年丁忧归。六年起復为太常寺少卿、提督四夷馆，七年改南京太僕寺卿。崇祯即位，起升户部右侍郎兼天津巡抚，三年翟鳳翀被会推为天津巡抚，崔尔进以原官回部管事，四年养病。

## 家族
父崔國裕，字仲豐，西安右衛人，萬歴十六年戊子舉人，官泰州知州，招流亡，墾荒蕪，擒巨盗，捐貲賑饑，全活數十萬人。
弟崔尔达，字汝明，世袭西安右衛指挥使，擢秦州守备，癸未李自成围西安，城破战死。